# بيتر بليكر
بيتر بليكر (بالإنجليزية: Pieter Bleeker)‏ (و. 1819 – 1878 م) هو أحيائي، وعالم البحار من مملكة الأراضي المنخفضة . ولد في زانستاد . وكان عضواً في الأكاديمية الملكية الهولندية للفنون والعلوم .
توفي في لاهاي، عن عمر يناهز 58 عاماً.